# Claude Monnier
Pour les articles homonymes, voir Monnier.
Claude Monnier est un journaliste suisse né le 23 mars 1938 au Rwanda et mort le 10 juillet 2016,. Après des études gymnasiales à Lausanne, il fait le tour du monde. 
Il entre en 1962 au Journal de Genève comme journaliste de politique étrangère. Après un doctorat en Sciences politiques, il devient en 1970 rédacteur en chef et directeur du même journal. 
En 1980, il quitte le Journal de Genève pour livrer des chroniques à plusieurs quotidiens de Suisse romande. 
En 1982, il crée Le Temps stratégique.